# 博克龍峰
9°01′34″N 70°34′53″W / 9.0262°N 70.5813°W
博克龍峰（西班牙語：Cerro Boquerón），是委內瑞拉的山峰，位於該國西部梅里達州，屬於聖多明各山脈的一部分，毗鄰與巴里納斯州拉壤邊界，海拔高度3,704米。